# 阿當·韋斯達
阿當·韋斯達（英語：Adam Harry Webster，1995年1月4日—），是一名英格蘭職業足球運動員，現效力英超球隊白禮頓。

## 俱樂部生涯
2019年8月3日，布莱顿与阿當·韋斯達签订了一份为期四年的合同。